# Спіранти Бругмана
Спіранти Бругмана — приголосні фрикативні Þ, Þh, ð, ðh, які німецький лінгвіст Карл Бругман постулював для праіндоєвропейської мови на підставі ряду відповідностей.

## Сучасний погляд на проблему
У аналізованих Бругманом лексемах в індоєвропейській прамові мав бути збіг проривних типу TK (де T — будь-який зубний проривний, а K — будь-який задньоязичний проривний. У більшості мов-наступниць таке поєднання приголосних зазнало різних фонетичних змін, а саме:
- Метатеза: грецька група
- Метатеза і спірантизація другого елементу: індоіранська група
- Втрата першого елемента поєднання: слов'янські, балтійські, німецькі, італійські, вірменська, албанська мови
- Втрата другого елементу поєднання: кельтські мови.

## Приклади
Лексеми, в яких було аналізоване поєднання:
- Hrtk'os (ведмідь): дав.-гр. ἄρκτος, санскр. ऋक्षः (r̥kṣaḥ), вірм. arj, д-ірл. art, лат. ursus;
- d  h  g ' h  em (земля): дав.-гр. χθών, санскр. क्षम् (kṣam), алб. dhe, лат. humus, лит. žemė, укр. земля;
- tetkon- (тесля): дав.-гр. τέκτων, санскр. तक्षः (takṣaḥ).